# Ferrari 400
La Ferrari 400 è un'automobile sportiva 2+2 disegnata dalla Pininfarina e prodotta dalla casa automobilistica italiana Ferrari dal 1976 al 1985, lanciata per sostituire la Ferrari 365 GT4 2+2 di cui conservava la carrozzeria e la disposizione degli organi meccanici. 
È stata presentata per la prima volta al salone dell'automobile di Parigi del 1976. La Ferrari 400 ha una particolarità: fu il primo modello nella storia della Ferrari a prevedere il cambio automatico di serie mentre, in alternativa, era previsto come optional il cambio manuale.
Dal 1976 al 1978 le Ferrari 400 erano denominate "Automatic" e "GT" e i modelli venivano equipaggiati con 6 carburatori doppio corpo Weber mentre dal 1979 e fino a fine produzione venne adottata l'iniezione meccanica Bosch K-Jetronic e venne aggiunta la "i" nella denominazione.

## Il contesto
La numerazione "400" era già stata usata anni prima per la Ferrari 400 Superamerica; in quel caso il numero si riferiva alla cilindrata totale del motore, in questo caso invece è riferito alla cilindrata unitaria.
Contrariamente al classico stile delle automobili prodotte dalla Ferrari ovvero auto dalla linea estremamente aggressiva e corsaiola, la Ferrari 400 si colloca tra le cosiddette "berline" o "ammiraglie". Infatti la linea della 400 è un elegante e imponente 3 volumi tant'è che lo stesso Enzo Ferrari la definì "una granturismo in abito da sera". Proprio per la sua eleganza e la sua imponenza la Ferrari 400 fu l'auto di rappresentanza usata dai grandi imprenditori dell'industria automobilistica di quei tempi quali Gianni Agnelli e Sergio Pininfarina nonché di altri personaggi importanti dell'epoca.

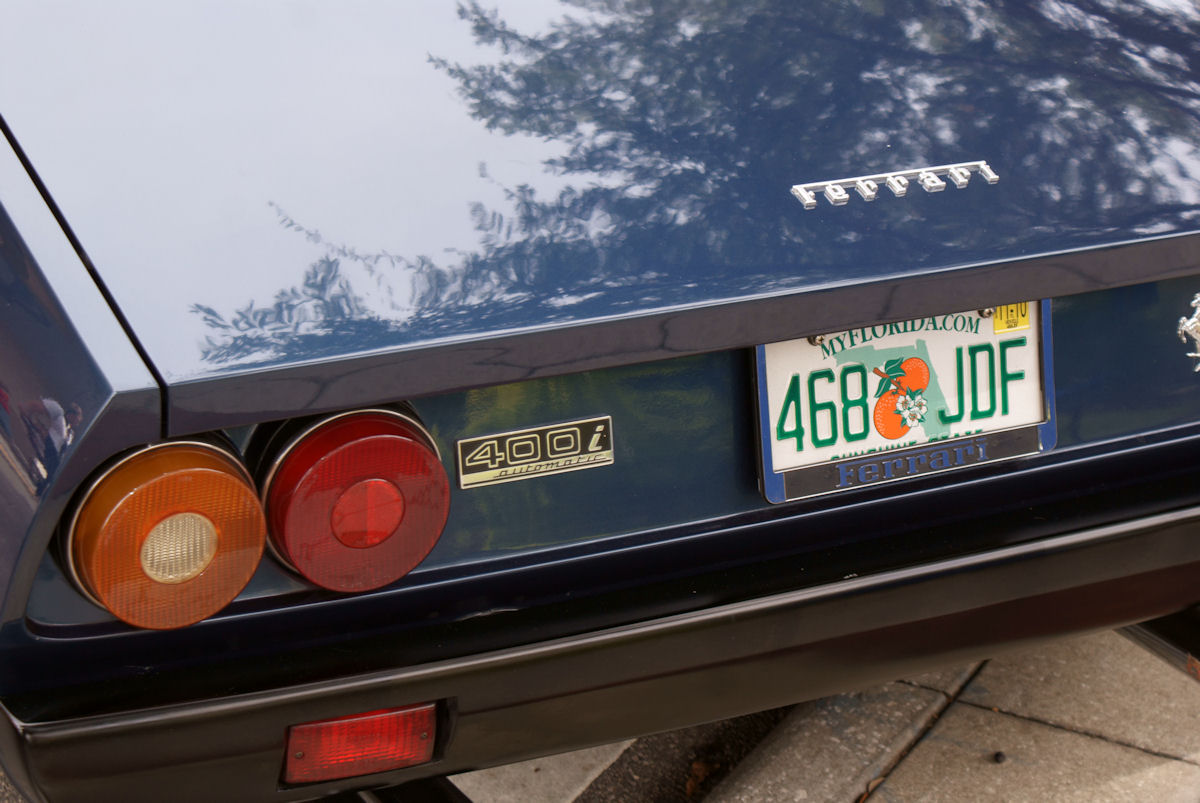
Dettaglio di una Ferrari 400i Automatic del 1984

La Ferrari 400, pur essendo una tre volumi dalla linea classica, non deve trarre in inganno perché sotto il cofano monta un motore potente e performante di 4.800 cc. con 12 cilindri a V di 60 gradi, bialbero a camme in testa progettato da Gioachino Colombo ovvero lo storico ingegnere della Ferrari nonché amico personale di Enzo Ferrari.
La potenza di questo motore è di 340 CV per la versione a carburatori mentre è di 315 CV per la versione ad iniezione. La velocità massima è di 250 km/h per la versione a carburatori e 245 km/h per la versione ad iniezione. Queste sono potenze e prestazioni eccezionali se si considera che questa è una vettura degli anni '70 e dal peso di circa 2 tonnellate.
Nel 1985 venne sostituita dal modello Ferrari 412, praticamente identico nella carrozzeria, ma con motore elevato a 4,9 litri, che rimase in produzione fino al 1989; in pratica la linea di questa vettura, nata nel 1972 con la 365 GT4 2+2 e uscita di produzione nel 1989, si dimostrò la più longeva di tutta la produzione della storia Ferrari.

## Meccanica
Il motore di 4,8 litri, era il tradizionale Ferrari V12 di 60° ma con la testata allungata già apparsa sulla precedente serie 330, a cui nel frattempo erano stati applicati quattro alberi a camme.
Il cambio della 400 in versione automatica, con il convertitore di coppia, era il Turbo-Hydra-Matic della General Motors a 3 rapporti e si adattava molto bene al motore.
Ovviamente il consumo per questa versione è elevato (4 km/L) mentre la versione con cambio manuale ha consumi che si attestavano sui 5,5 km/l. La capacità dei serbatoio è appena sopra i 110 litri.

## Unità prodotte
Furono prodotte le seguenti Ferrari 400:
- 400 GT (versione a carburatori) con cambio automatico = 354 esemplari;
- 400 GT (versione a carburatori) con cambio manuale = 147 esemplari;
- 400i con cambio automatico = 873 esemplari;
- 400i con cambio manuale = 421 esemplari.

Tra la totalità delle 400GT prodotte, 85 hanno la guida a destra.
Tra la totalità delle 400i prodotte, 239 hanno la guida a destra.

## Curiosità
La Ferrari 400 nasce con un unico specchio laterale esterno montato solo sul lato del guidatore (monta il classico specchio Vitaloni ad apertura e chiusura manuale) e tale rimane fino al 1981. Dal 1982 lo specchio esterno viene montato anche sul lato del passeggero. La Ferrari 400i, nel 1983 è interessata ad un restyling degli interni che riguardano principalmente il tunnel centrale. Infatti scompaiono le levette meccaniche che azionano gli strumenti ausiliari che vengono sostituiti da pulsanti elettrici in plastica. I sedili subiscono leggere modifiche nella finitura della pelle. Inoltre i fari fendinebbia anteriori non sono più nascosti dietro la griglia ma sono a vista mentre gli indicatori di direzione anteriori da arancione diventano bianchi. Anche gli specchietti laterali cambiano forma.

## Veicoli derivati

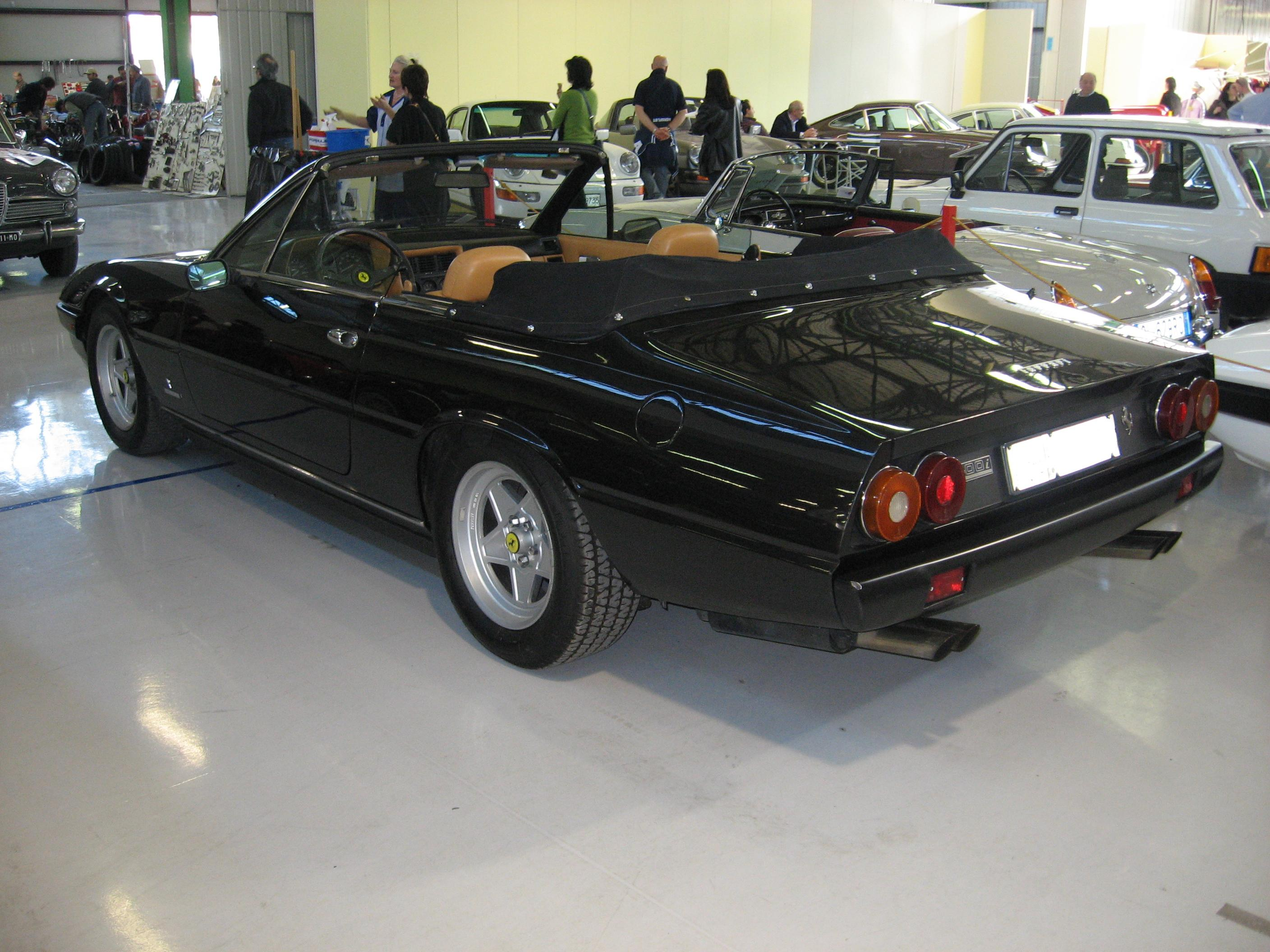
Ferrari 400 Convertible

Basandosi sulla 400i, il designer italo-svizzero Franco Sbarro ha realizzato nel 2012 la Memory, una coupé sportiva che riprendeva la linea delle Ferrari 250 GTO e 275 GTB.
Richard Straman, celebre carrozziere Californiano, avrebbe tagliato e numerato una ventina di Ferrari 400 rendendole cabriolet ovvero sostituendo il tetto rigido originale in metallo con uno in tessuto ad azionamento manuale.
Poi c'è stato Scaglietti che ne avrebbe modificate cinque in cabriolet. Anche Pavesi, Autokraft, Stommel, Lorenz & Rank le hanno modificate in cabriolet ma in un numero impossibile da cifrare.
Inoltre, alcuni esemplari sono stati trasformati in "limousine" ovvero sono stati allungati rispetto all'originale.